# Slava's Snowshow
 (janvier 2012).
Slava Snowshow est un spectacle créé et mis en scène par l'artiste russe Slava Polounine créé en 1993 à Saint-Pétersbourg.
Huit acteurs se produisent sur scène et créent des séries de tableaux.
En 2011, il se produit au Trianon à Paris. Il a fait plusieurs tournées en France.
Les spectacles du Slava's Snowshow sont empreints de poésie, de lyrisme et de drôlerie.

## Images

Spectacle de Slava's Showshow à Vienne, Autriche, 2008
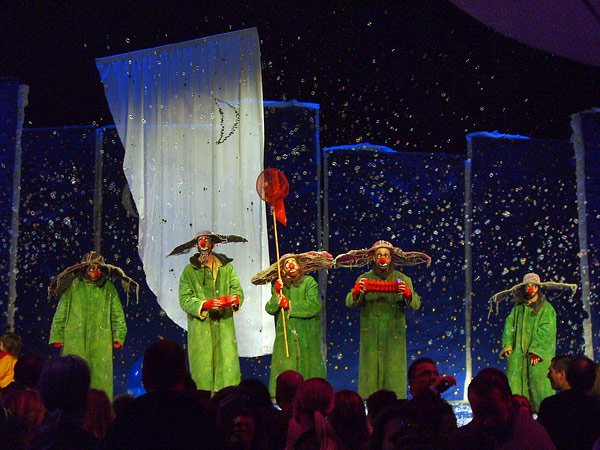
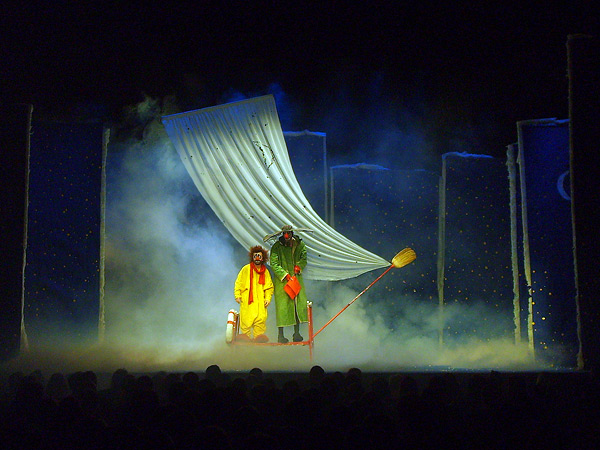
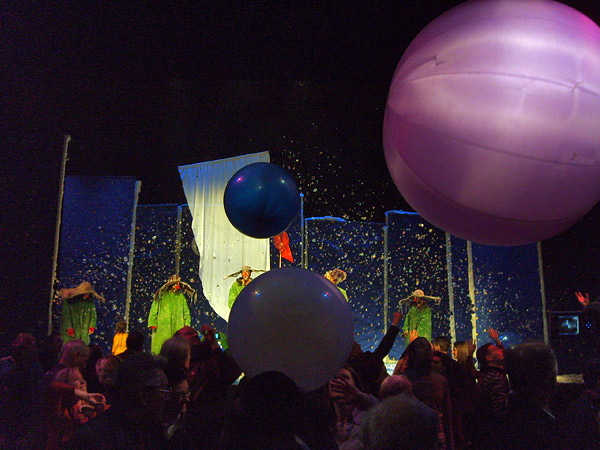